# Lori Endicott
Lori Ann Endicott, född 1 augusti 1967 i Kansas City i Missouri, är en amerikansk före detta volleybollspelare.
Endicott blev olympisk bronsmedaljör i volleyboll vid sommarspelen 1992 i Barcelona.